# Wichelen
Wichelen è un comune belga di 11 099 abitanti, situato nella provincia fiamminga delle Fiandre Orientali.